# Кадима
«Кади́ма» (ивр. קדימה‎ — «Вперёд») — политическая партия Израиля, существовавшая с 2005 по 2015 год.
Партия была официально зарегистрирована Ариэлем Шароном 24 ноября 2005, после выхода из партии «Ликуд», прекратила существование после отказа от участия в парламентских выборах 2015 года.
Руководители партии — Ариэль Шарон, Эхуд Ольмерт, Ципи Ливни, Шауль Мофаз и др.

## История

### Создание партии
В 2005 г. у Ариэля Шарона и его ближайших сподвижников возникли расхождения с руководством партии «Ликуд». Основой расхождения явилась т. н. политика размежевания — вывод израильских войск из сектора Газа и разрушение там существующих после 1967 г. еврейских поселений. Это привело к уходу Ариэля Шарона из «Ликуда» и к созданию новой партии. В качестве первоначального названия использовался лозунг «Национальная ответственность», который остался девизом нового политического объединения.
Вместе с Ариэлем Шароном из «Ликуда» вышли Эхуд Ольмерт, Ципи Ливни, Меир Шитрит, Авраам Гиршзон, Марина Солодкина и др. Позднее оставили «Ликуд» Цахи Ханегби и Шауль Мофаз. 30 ноября 2005 82-летний бывший лидер партии «Авода» и премьер-министр Шимон Перес заявил, что покидает партию для того, чтобы поддержать Ариэля Шарона и его новую партию. Из окружения Шарона сообщили, что Перес не войдёт в новую партию, но в случае её победы на выборах ему будет предоставлен министерский пост, на котором он будет заниматься крупными национальными проектами — развитием пустыни Негев, экологией Мёртвого моря и др. Однако, затем Шимон Перес вышел из партии «Авода» и присоединился к «Кадиме». Вместе с Шимоном Пересом из «Аводы» в «Кадиму» перешли депутаты кнессета Хаим Рамон и Далия Ицик. Из-за разногласий с руководством партии «Наш дом — Израиль», из неё вышел и присоединился к Кадиме депутат кнессета Михаил Нудельман. Партия «Кадима» стала правящей, хотя не имела большинства в кнессете 16-го созыва. Ариэль Шарон остался на посту премьер-министра, в правительстве остались министры из «Ликуда» и других партий.
После заболевания и госпитализации Ариэля Шарона партию и временное правительство возглавил Эхуд Ольмерт.

### Выборы в кнессет 17-го созыва (март 2006 г.)
23 ноября 2005 года Кнессет 16-го созыва был распущен досрочно, новые выборы были назначены на 28 марта 2006 года. «Кадима» провела предвыборную кампанию под лозунгом наследия Ариэля Шарона. Большое число избирателей «Ликуда» поддержало «Кадиму». Проводилась массированная агитация среди русскоязычных избирателей. Кроме Марины Солодкиной и Михаила Нудельмана в предвыборные списки были внесены такие политики, как вице-мэр Кармиэля Рина Гринберг, Зеэв Элькин (до выборов малоизвестный), а также ведущая телеканала «Израиль плюс» Анастасия Михаэли.
В результате выборов «Кадима» получила 29 мандатов, что обеспечило возможность Эхуду Ольмерту сформировать коалиционное правительство. Количество полученных голосов оказалось меньше ожидаемого, поэтому в новом правительстве важные посты были отданы представителям партии «Авода». Руководитель «Аводы» Амир Перец занял пост министра обороны.
В коалицию вошла также партия пенсионеров, неожиданно получившая 6 мандатов в новом кнессете.

### Выборы в кнессет 18-го созыва (февраль 2009 г.)
В связи со следствием по делам о коррупции (см.ниже) Ольмерт объявил, что не будет участвовать в праймериз (выборах) в партии, назначенных на 17 сентября 2008 года. В выборах участвовали 4 кандидата: министр иностранных дел Ципи Ливни, министр транспорта Шауль Мофаз, министр внутренней безопасности Ави Дихтер и министр внутренних дел Меир Шитрит. Победу одержала Ципи Ливни, победившая Шауля Мофаза с перевесом всего в 431 голос. 21 сентября 2008 г. Ольмерт подал прошение об отставке с поста премьер-министра.
На выборах в кнессет 18-го созыва, состоявшихся 10 февраля 2009 года, Кадима получила 28 депутатских мест, тем самым опередив Ликуд на одно место. Так как правые партии получили в общей сложности большинство мест (65 из 120), 20 февраля 2009 года президент Израиля Шимон Перес был вынужден возложить обязанности по формированию нового правительства на лидера Ликуда Биньямина Нетаньяху. В тот же день председатель «Ликуда» обратился к лидерам «Кадимы» и «Аводы» с предложением войти в правительство национального единства под его руководством.
Лидер «Кадимы» Ципи Ливни войти в правительство отказалась и заняла пост лидера оппозиции.

#### Список депутатов от «Кадимы» в кнессете 18-го созыва
1. Ципи Ливни
2. Шауль Мофаз
3. Далия Ицик
4. Нино Абесадзе (сменила Цахи Ханегби)
5. Рони Бар-Он
6. Дорон Авиталь (сменил Зеэва Бойма)
7. Меир Шитрит
8. Ави Дихтер
9. Рухама Авраам-Балила
10. Марина Солодкина (р)
11. Йоэль Хасон
12. Яаков Эдри
13. Авраам Дуан (сменил Эли Афлало)
14. Зеэв Бельский (н)
15. Ронит Тирош
16. Шамалова-Беркович, Юлия (сменила Хаима Рамона)
17. Нахман Шай (н)
18. Шломо Мула
19. Роберт Тивьяев (н) (р)
20. Маджалли Вахабе
21. Рахель Адато (н)
22. Йоханан Плеснер
23. Шай Хермеш
24. Исраэль Хасон
25. Арье Биби (н)
26. Отниэль Шнеллер
27. Орит Зуарец (н) (р)
28. Акрам Хасон (сменил Гидеона Эзру)

### Выборы в кнессет 19-го созыва (январь 2013 г.)
На состоявшихся в марте 2012 года внутрипартийных выборах победу одержал Шауль Мофаз, после чего Ципи Ливни покинула партию и основала движение Ха-Тнуа.
Под руководством Мофаза партия на короткое время вошла в правящую коалицию 9 мая — 17 июля 2012 год
На состоявшихся в январе 2013 года «Кадима» получила лишь два мандата.

#### Список депутатов от «Кадимы» в кнессете 19-го созыва
1. Шауль Мофаз
2. Исраэль Хасон

### Выборы в кнессет 20-го созыва (март 2015 г.)
В марте 2015 года, накануне выборов в Кнессет 20-го созыва Шауль Мофаз покинул пост председателя партии и объявил об окончании политической карьеры. Причиной решения Мофаза стал отказ партии принять его предложение о присоединению к Сионистскому лагерю. После ухода Мофаза партию возглавил Акрам Хасон, однако и он вскоре покинул партию, перейдя в движение Кулану. После его ухода партия приняла решение отказаться от участия в выборах.
- Эхуд Ольмерт
- Шимон Перес
- Ципи Ливни
- Шауль Мофаз

### Обвинения в коррупции и судебные разбирательства против руководителей «Кадимы»
Обвинения были выдвинуты против следующих руководителей Кадимы: Ариэля Шарона, Омри Шарона, Авраама Гиршзона, Цахи Анегби, Хаима Рамона, Рухамы Авраам, Якова Эдри и Эхуда Ольмерта.
Против премьер-министра Ольмерта выдвигаются обвинения, как минимум, по трём делам: т. н. дело о взятках (конверты от бизнесмена Мориса Талански), дело о коррупции в министерстве промышленности и торговли и дело по получения незаконного финансирования поездок за рубеж (т. н. дело «Ришон турз»).
В апреле 2010 года было возбуждено новое дело о коррупции в связи со строительством жилого комплекса в Иерусалиме «Holyland».